# Mörby, Sölvesborgs kommun
Mörby är en bebyggelse i Mjällby socken i Sölvesborgs kommun. SCB avgränsade mellan 1990 och 2015 för bebyggelsen i orten och bostadsområdet väster därom, Mörby backe en småort namnsatt till Mörby och Mörby backe. Småorten avregistrerades 2015 när bebyggelsen klassades som en del av tätorten Sölvesborg. Vid avgränsningen 2020 klassades den åter som en separat bebyggelse klassad som småort